# Elke Karsten

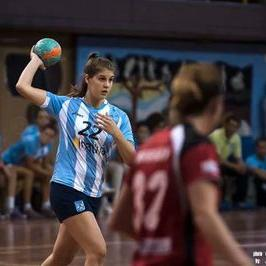
Elke Karsten jogando pela Seleção Argentina

Elke Karsten (nascida em 15 de maio de 1995) é uma handebolista argentina. Integrou a seleção argentina feminina que terminou na décima segunda posição nos Jogos Olímpicos de Verão de 2016 no Rio de Janeiro. Atua como zagueira e joga pelo clube Quilmes. Competiu pela Argentina no Campeonato Mundial de Handebol Feminino de 2013, na Sérvia. Foi medalha de prata nos Jogos Pan-Americanos de 2015, além de bronze no Campeonato Pan-Americano de Handebol Feminino de 2015.